# شيرين الزيني
شيرين أحمد الزيني (بالهولندية: Sherine El Zeiny)‏ لاعبة المنتخب الوطني المصري للجمباز الفني، وُلدت في هولندا في 23 فبراير 1991. والدها هو أحمد الزيني، بطل الإسكواش المصري، ووالدتها هي إيمان رشدي، لاعبة التنس الشهيرة. وتُمثل مصر في أولمبياد ريو دي جانيرو 2016 المقرر إقامتها في أغسطس القادم، بعد انسحاب لاعبة جنوب أفريقيا كلوديا كومين التي كانت حصلت علي بطاقة التأهل إلي ريو دي جانيرو. وتُعد هذه هي المشاركة الثالثة للاعبة في الأولمبياد بعد مشاركتها في أولمبياد بيكين 2008 ولندن 2012.

## بداية موهبتها
ظهرت موهبتها وهي في الثالثة من عمرها، وفي عمر السادسة بدأت تنتظم مع زملائها في الجيم في صالة الجمباز وعندما رأها المدرب سأل والدتها هل تمارس الجمباز أم لا وعندما قالت والدتها أنها لا تمارس هذه اللعبة، نصحها بالتوجه إلى نادي «ألفن ان دين راين» حيث تلقت تدريب المبتدئين وبدأ المدرب يلاحظ الموهبة لديها.

## بداية مسيرتها
بدأت مسيرتها مع هذه الرياضة حيث انتقلت إلى التصنيف الأول خلال أسبوعين فقط، وبدأت بعد ذلك تشارك في البطولات وهي في سن الثامنة.
وفي عام 2002 انضمت إلى المنتخب الهولندي وفي نفس العام انتقلت إلى زوترمير للتدريب مع المدرب فرانك لوتير.
وفي عام 2007 شاركت مع المنتخب الهولندي في البطولة الأوروبية وأحرزت المركز الخامس.
ثم بعد ذلك تركت المنتخب الهولندي واتخذت قرار المشاركة مع المنتخب المصري وكان قرار صعب حيث أنها لن تستطيع العودة مرة أخري للمشاركة مع المنتخب الهولندي، وجاء ذلك حيث كانت فرصتها للتأهل إلى أولمبياد بكين 2008 بشكل فردي مع المنتخب الهولندي ضئيلة للغاية.

## مشوارها مع المنتخب المصري
كانت بداية مشاركتها مع المنتخب المصري في عام 2007 ببطولة الألعاب الأفريقية في الجزائر وحصلت على المركز الأول.
وفي نفس العام تأهلت إلى دورة الألعاب الأولمبية الصيفية في بكين 2008 وذلك من خلال بطولة العالم التي أقيمت في ألمانيا وبذلك أصبحت أول لاعبة جمباز مصرية تتأهل إلى الأولمبياد.
وفي عام 2007 أيضا شاركت في البطولة العربية وحصلت على المركز الأول.
ثم في عام 2009 فازت ببطولة أفريقيا وحصلت على المركز الخامس في بطولة ألعاب البحر الأبيض المتوسط وشاركت في الأولمبياد للمرة الثانية في تاريخها في لندن 2012 وفي هذه الدورة تعرضت لإصابة أثناء تقديمها للأداء على جهاز الحركات الأرضية وهو ما حرمها من مواصلة المنافسة في البطولة.

## عودتها القوية
بعد هذه الدورة خضعت اللاعبة لعملية الرباط الصليبي واستمرت سنتين في التأهيل وقبل تسعة أشهر من بطولة العالم الماضية التي أقيمت عام 2015 بجلاسكو بدأت التدريب بشكل كامل، ولكن قبل أن تتوجه فقدت البصر بشكل مؤقت في العين اليسرى ولكن لحسن الحظ كان عبارة عن التهاب في الأعصاب وتم علاجه، وجاءت نتائجها في البطولة بفارق 0.5 خلف اللاعبتان الجزائرية والجنوب أفريقية.
وجاءت بطولة أفريقيا بعد ذلك وتحسنت كثيرًا وحصلت على الذهبية، وبعدما أعلنت جنوب أفريقيا أنها لن تشارك في الأولمبياد بسبب مشاكل اللجنة الأولمبية الوطنية، ذهبت بطاقة التأهل إلى اللاعبة المصرية شيرين الزيني بجانب اللاعبة الجزائرية فرح بوفادين وتكون هذه المرة الثالثة لها في الأولمبياد.

## مشاركتها في ريو 2016
شاركت شيرين الزيني في أولمبياد ريو للمرة الثالثة في تاريخها، ولكنها ودعت الدورة مبكرًا من الأدوار الأولي من البطولة.

## روابط خارجية
- شيرين الزيني على موقع الاتحاد الدولي للجمباز (biography) (الإنجليزية)
- شيرين الزيني على موقع اللجنة الأولمبية الدولية (الإنجليزية)
- شيرين الزيني على موقع أوليمبيديا (الإنجليزية)